# Trochocarpa laurina
Trochocarpa laurina är en ljungväxtart som först beskrevs av Edward Rudge, och fick sitt nu gällande namn av Robert Brown. Trochocarpa laurina ingår i släktet Trochocarpa och familjen ljungväxter. Inga underarter finns listade i Catalogue of Life.

## Bildgalleri

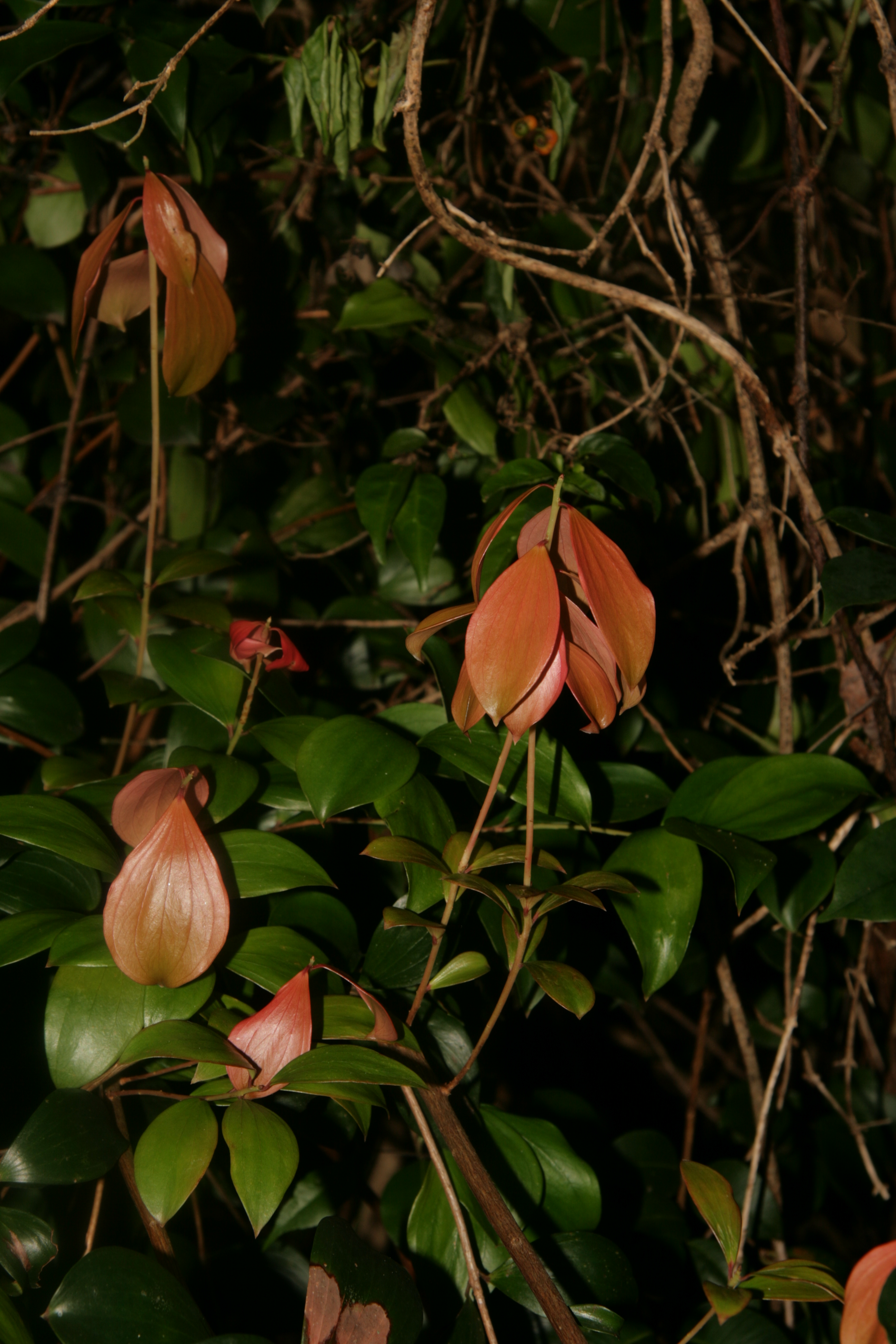